# 1 Dywizja Lekka (III Rzesza)
1 Dywizja Lekka (niem. 1. leichte Division) – niemiecka lekka dywizja pancerna z początkowego okresu II wojny światowej

## Historia
Dywizja została sformowana zgodnie z rozkazem z dnia 10 listopada 1938 roku w Wuppertalu z przeformowania 1 Brygady Lekkiej. 
W związku z planem ataku na Polskę w dniu 1 sierpnia 1939 roku została zmobilizowana. Następnie weszła w skład 10 Armii jako jej odwód. W trakcie kampanii wrześniowej brała udział w walkach w ramach 10 Armii. 
Od rana 1 września 1939 roku 1 Dywizja Lekka atakowała pozycje obronne polskiej 28 Dywizji Piechoty pod Łagiewnikami, Raczynem i Masłowicami. 3 września jej oddziały przełamały polskie pozycje nad Wartą i wdarły się pod Konopnicę. 5 września skierowano 1 Dywizję Lekką w rejon Przedborza dla przyśpieszenia działań na tym kierunku. 6 września rano przekroczyła ona w Przedborzu Pilicę i działając z rejonu Czermna dotarła do pozycji obronnych 36 Dywizji Piechoty w Rudzie Malenieckiej, gdzie toczyła walki o przeprawę przez rzekę Czarną. 7 września nacierała na pozycje obronne 36 Dywizji Piechoty na linii Kazanów-Sierosławice-Modliszewice.
Po zepchnięciu oddziałów polskich w kierunku Szydłowca, 8 września 1 Dywizja Lekka ruszyła przez Końskie na Radom, a następnie na Kozienice. W drodze pod Jedlnią napotkała opór będącej w odwrocie Wileńskiej Brygady Kawalerii. 4 pułk Ułanów Zaniemeńskich i 13 pułk Ułanów Wileńskich stawiały opór cofając się w stronę przeprawy na Wiśle. Po walkach w rejonie Kozienice-Ryczywół i zepchnięciu polskiego zgrupowania na Magnuszew i Ryczywół, dywizja 9 września opanowała przeprawę w Maciejowicach.
21 września wraz z 29 Dywizją Zmotoryzowaną i elementami 2 Dywizji Lekkiej walczyła ze zgrupowaniem polskim broniącym magazynów amunicji w Palmirach. Były to 68 i 69 pułki piechoty z 17 Dywizji Piechoty i I batalion 14 pułku piechoty.
W okresie 1–25 września 1939 r. 1 DLek. raportowała największe (obok 4 Dywizji Pancernej) straty w czołgach utraconych, uszkodzonych lub zepsutych spośród niemieckich dywizji (77 czołgów PzKpfw 35(t), 8 PzKpfw II i 9 PzKpfw IV), lecz większość z nich spowodowana była awaryjnością czeskich czołgów PzKpfw 35(t), z których ostatecznie straty bezpowrotne, po remontach, ograniczyły się do 7 pojazdów.
Po zakończeniu walk w Polsce, na podstawie rozkazu z 18 października 1939, została przekształcona w 6 Dywizję Pancerną.

## Dowódcy dywizji
- gen. mjr Friedrich Wilhelm von Loeper[2] (1938 – 1939)
- gen. mjr Werner Kempf (październik 1939)

## Skład
- 11 pułk pancerny (Panzer-Regiment 11)
- 65 batalion pancerny (Panzer-Abteilung 65)
- 4 pułk strzelców kawalerii (Kavallerie-Schützen-Regiment 4)
- 6 batalion motocyklowy (Kradschützen-Abteilung 6)
- 76 pułk artylerii (Artillerie-Regiment 76)
- 6 batalion rozpoznawczy (Aufklärungs-Abteilung 6)
- 41 batalion przeciwpancerny (Panzer-Abwehr-Abteilung 41)
- 82 batalion łączności (Nachrichten-Abteilung 82)
- 57 batalion pionierów (Pionier-Bataillon 57)

W 1939 roku 1 Dywizja Lekka jako jedyna z niemieckich dywizji została uzbrojona w zagarnięte czeskie czołgi LT vz. 35, oznaczone początkowo jako L.T.M.35 (od 1940 roku jako PzKpfw 35(t)). 1 września 1939 r. dywizja posiadała sprzęt pancerny:
- 11 pułk pancerny: 75 PzKpfw 35(t), 45 PzKpfw II, 27 PzKpfw IV, 6 czołgów dowodzenia na bazie PzKpfw 35(t)
- 65 batalion pancerny: 37 PzKpfw 35(t), 20 PzKpfw II, 14  PzKpfw IV, 2 czołgi dowodzenia na bazie PzKpfw 35(t)[1]